# Hanna Zerach
Hanna Witaleuna Zerach (belarussisch Ганна Віталеўна Церах, englisch Hanna Tserakh; * 7. September 1998 in Minsk) ist eine belarussische Radsportlerin, die auf Bahn und Straße aktiv ist.

## Sportliche Laufbahn
2017 wurde Hanna Zerach belarussische Vize-Meisterin im Straßenrennen; im selben Jahr errang sie den Meistertitel im Scratch auf der Bahn. Bei den Bahnradsport-Europameisterschaften 2017 belegte sie mit dem nationalen Vierer Platz sieben. Im Jahr darauf wurde sie bei der nationalen Straßenmeisterschaft Dritte, 2019 erneut Zweite. Bei den Bahnradsport-Europameisterschaften 2018 wurde sie Fünfte im Scratch, und sie wurde Dritte der Gesamtwertung des Panorama Guizhou International Women’s Road Cycling Race.
Bei den Europaspielen in Minsk errang Zerach die Bronzemedaille im Scratch. 2021 gewann sie beim Lauf des Nations’ Cup in Hongkong die Einerverfolgung. Im selben Jahr wurde sie für die UCI Track Champions League nominiert und belegte in der Ausdauer-Gesamtwertung Platz elf. Bei den Bahnradsport-Weltmeisterschaften 2021 in Roubaix wurde sie Fünfte im Scratch und mit dem Team Siebte in der Mannschaftsverfolgung.
Ab der Saison 2017 war Zerach Mitglied im belarussischen Minsk Cycling Club, mit dem sie auch an Straßenradrennen teilnahm. 2019 gewann sie das Kiev Olimpic Ring Women Race, 2020 und 2021 jeweils ein Eintagesrennen in der Türkei. Nachdem ihrem Team aufgrund des Russisch-Ukrainischen Krieges am 1. März 2022 durch die UCI die Lizenz entzogen wurde, trat sie zunächst nur national in Erscheinung. 2022 und 2023 gewann sie bei den nationalem Meisterschaften jeweils beide Titel im Straßenrennen und Einzelzeitfahren. Im August 2023 wurde sie Mitglied im chinesischen UCI Women’s Continental Team Li Ning Star Ladies. Mit dem Gewinn der zweiten Etappe der Tour of Chongming Island 2023 erzielte sie ihren ersten Sieg auf der UCI Women’s WorldTour. 
2024 wechselte Zerach zum Team BTC City Ljubljana Zhiraf Ambedo, für das sie die Belgrade GP Woman Tour gewann. Vom IOC wurde sie für den Start an den Olympischen Spielen in Paris unter neutraler Flagge zugelassen, wo sie im Einzelzeitfahren 29. Platz und im Straßenrennen den 61. Platz belegte.

## Erfolge

### Bahn
2018
- Belarussische Meisterin – Scratch

2019
- Europaspiele – Scratch

2020
- Europameisterschaft – Scratch

2021
- Nations’ Cup in Hongkong – Einerverfolgung
- Belarussische Meisterin – 500-Meter-Zeitfahren, Punktefahren, Keirin, Omnium, Zweier-Mannschaftsfahren (mit Nastassia Kiptsikawa), Teamsprint (mit Taisa Naskowitsch und Darya Dziakola), Mannschaftsverfolgung (mit Nastassia Kiptsikawa, Taisa Naskowitsch und Alina Abramenka)

### Straße
2019
- Kiev Olimpic Ring Women Race

2020
- Grand Prix Manavgat-Side

2021
- Grand Prix Mediterrennean

2022
- Belarussische Meisterin – Straßenrennen und Einzelzeitfahren

2023
- eine Etappe und Bergwertung Tour of Chongming Island
- Belarussische Meisterin – Straßenrennen und Einzelzeitfahren

2024
- Belgrade GP Woman Tour
- Belarussische Meisterin – Straßenrennen, Einzelzeitfahren und Kriterium